# Hữu Nhưng
Hữu Nhưng (chữ Hán: 有仍) hay Hữu Nhung (有戎) là tên 1 quốc gia bộ lạc từng tồn tại ở vùng Đông Nam Tế Ninh, tỉnh Sơn Đông ngày nay, không rõ nước này hình thành từ bao giờ và diệt vong lúc nào nhưng có một điều chắc chắn rằng nước ấy hiện diện trong lịch sử ít nhất cũng phải trên dưới 600 năm từ khi đế Cốc Cao Tân thị lên ngôi đến giai đoạn cuối cùng của nhà Hạ thời vua Kiệt.

## Tổ ngoại tộc Thương
Theo Sử Ký Tư Mã Thiên - Ân bản kỷ thì bà Giản Địch là con gái Hữu Nhưng thị chính là thứ phi của đế Cốc, một lần bà ra bờ suối tắm thì thấy quả trứng huyền điểu rất to liền đập vỏ rồi ăn sống. Chẳng bao lâu sau bà có mang rồi sinh con là Tử Tiết chính là thủy tổ nhà Thương sau này, Kinh Thi có câu: "thiên mệnh huyền điểu, giáng sinh nhi Thương", nghĩa là: mệnh trời giáng hạ chim đen mà sinh ra nhà Thương vậy.

## Quê ngoại vua Thiếu Khang
Trải qua mấy trăm năm đến thời kỳ vô vương chi thế có đế Tướng nhà Hạ lấy con gái Hữu Nhưng thị là Hậu Mân, lúc ấy nhà Hạ gặp phải Hậu Nghệ rồi Hàn Trác làm loạn đánh đuổi khiến đế Tướng phải tự vẫn mà chết. Hậu Mân đang có mang liền trốn về quê ngoại rồi sinh con là Thiếu Khang, Thiếu Khang lớn lên được cử giữ chức mục chính chịu trách nhiệm về chăn nuôi gia súc gia cầm. Người nước Hữu Nhưng luôn luôn nhắc nhở ông phải khôi phục lại cơ nghiệp tổ tiên nên ông rất chịu khó thu phục lòng người, hơn nữa ông từ bé được họ hàng bên ngoại dạy dỗ rất tốt nên cũng có chí tiến thủ rất cao. Hàn Trác sau khi biết tin Thiếu Khang còn ở quê mẹ nên cử binh tiến đánh Hữu Nhưng để truy sát ông, ông bèn chạy sang nước Hữu Ngu ẩn thân ở đó làm bào chính để làm nơi tập kết khởi nghĩa phục quốc. Ít lâu sau Hàn Trác càng ngày càng tàn ác mất lòng dân, Thiếu Khang được sự giúp đỡ của vua nước Hữu Ngu và các công thần còn nhớ tới nhà Hạ mà tổ chức tổng tấn công tiêu diệt được Hàn Trác mà khôi phục lại vương triều.

## Thời kỳ Kiệt Vương
Lại trải qua mấy trăm năm đến đời Kiệt Vương, khi vua Thành Thang nước Thương nghe lời của Y Doãn không tiến cống nhà Hạ nữa thì nước Hữu Nhưng cũng theo lệnh vua Kiệt hội quân phạt Thương. Sau khi nhà Hạ mất chẳng rõ nước Hữu Nhưng còn tiếp tục tồn tại hay cũng mất theo, chỉ biết rằng trong sử sách đời sau không còn thấy người ta nhắc đến nước này nữa.

## xem thêm
- Tử Tiết
- Thiếu Khang
- Hạ Kiệt